# Borjana Krišto
Borjana Krišto (născută Krželj; n. 13 august 1961, Livno, Federația Bosniei și Herțegovinei, Bosnia și Herțegovina) este o politiciană bosniacă de etnie croată, care ocupă funcția de președintă a Consiliului de Miniștri al Bosniei și Herțegovinei din ianuarie 2023. Anterior, a fost a 8-a președintă a Federației Bosniei și Herțegovinei între 2007 și 2011. Este prima femeie care a deținut ambele funcții.
Krišto este licențiată în drept, absolvind Facultatea de Drept a Universității din Banja Luka. Între 2003 și 2007, a ocupat funcția de ministru federal al Justiției. După alegerile generale din 2006, a devenit președintă a Federației Bosniei și Herțegovinei în februarie 2007, funcție pe care a exercitat-o până în martie 2011. În iunie 2011, Krišto s-a numărat printre candidații propuși pentru funcția de președintă a Consiliului de Miniștri, însă în final nu a fost nominalizată.
Membră a Uniunii Democrate Croate din 1995, Krišto a fost candidata partidului pentru un loc în cadrul Președinției Bosniei și Herțegovinei ca reprezentantă a croaților în alegerile generale din 2010 și 2022. Totuși, nu a reușit să fie aleasă în niciuna dintre cele două scrutine. A fost, de asemenea, membră atât a Camerei Poporului, cât și a Camerei Reprezentanților la nivel național.
În ianuarie 2023, Krišto a fost numită președintă a Consiliului de Miniștri al Bosniei și Herțegovinei, în urma alegerilor generale din 2022.

## Biografie
Fiica lui Jože Krželj și a Janje, Borjana Krišto a crescut în Livno, unde a absolvit liceul economic în 1980. A obținut o diplomă în drept la Universitatea din Banja Luka în 1984 și a trecut examenul de barou la Sarajevo.
Borjana Krišto a lucrat în departamentele juridice ale mai multor companii, inclusiv „Agro Livno” (1987–1988), „Guber Livno” (1990–1991), „Likom Livno” (1991–1992) și „Livno bus” (1995–1999).

## Carieră politică
Krišto a intrat în politică în 1995, alăturându-se Uniunii Democrate Croate. Ea este vicepreședintă a partidului din 2007. Krišto a lucrat ca ministru al justiției în Guvernul Cantonului 10 din 1999 până în 2000, iar ulterior ca secretar al guvernului cantonal din 2000 până în 2002. La alegerile generale din 2002, a fost aleasă în Camera Reprezentanților a Federației. Totuși, nu a devenit membră, întrucât a fost numită ministru al justiției în Guvernul Federal.
La alegerile generale din 2006, Krišto a fost aleasă în Camera Reprezentanților a Bosniei și Herțegovinei. Ea a fost, de asemenea, numită membru al delegației Bosniei și Herțegovinei la Adunarea Parlamentară a Consiliului Europei. Krišto a demisionat din ambele funcții legislative la alegerea sa ca președinte al Federației Bosniei și Herțegovinei, una dintre cele două entități autonome care compun Bosnia și Herțegovina, pe 22 februarie 2007. Krišto a fost prima femeie care a ocupat funcția de președinte federal. Ea a exercitat această funcție până pe 17 martie 2011, când a fost succedată de Živko Budimir.
La alegerile generale din 2010, Krišto a candidat pentru un loc în Președinția Bosniei și Herțegovinei ca membru croat, dar nu a fost aleasă, obținând doar 19,74% din voturi, în timp ce Željko Komšić, din partea Partidului Social Democrat, a fost ales cu 60,61% din voturi. După alegeri, ea a fost numită membru al Camerei Popoarelor la nivel național. În iunie 2011, Krišto a fost una dintre candidatele pentru funcția de președintă a Consiliului de Miniștri. Dintre cei trei candidați, ea s-a clasat pe locul al treilea în evaluarea făcută de Președinția Bosniei.
La alegerile generale din 2014, Krišto a fost aleasă din nou în Camera Reprezentanților la nivel național. Ea a fost realeasă în funcție și la alegerile generale din 2018.[2] Uniunea Democrată Croată a anunțat candidatura lui Krišto la alegerile generale din Bosnia în iunie 2022, aceasta candidând din nou pentru un loc în Președinție, reprezentând croații. La alegerile generale din 2 octombrie 2022, ea nu a fost aleasă, obținând 44,20% din voturi. Actualul membru croat al Președinției Bosniei, Željko Komšić, a fost reales, obținând 55,80% din voturi.

## Președintă a Consiliului de Miniștri

### Numirea
În urma alegerilor generale din 2022, o coaliție condusă de Alianța Social-Democraților Independenți, Uniunea Democrată Croată și alianța liberală Troika a ajuns la un acord privind formarea unui nou guvern, desemnând-o pe Krišto drept noua președintă a Consiliului de Miniștri. Președinția a nominalizat-o oficial ca președintă desemnată pe 22 decembrie.
Camera Reprezentanților a confirmat numirea lui Krišto pe 28 decembrie, făcând-o astfel prima femeie care ocupă funcția de președintă a Consiliului de Miniștri. Pe 25 ianuarie 2023, Camera Reprezentanților a confirmat numirea cabinetului lui Krišto. Krišto a promis că va conduce un guvern național care va lucra din greu pentru reluarea integrării întârziate a Bosniei și Herțegovinei în Uniunea Europeană.

### Remanierea guvernamentală
În mai 2023, Zoran Tegeltija, ministrul Finanțelor și al Trezoreriei și vicepreședinte al Consiliului de Miniștri, a fost numit director al Autorității de Taxare Indirectă. Pe 15 iunie 2023, el a fost oficial confirmat ca noul director, renunțând astfel la funcția din cabinetul lui Krišto. Srđan Amidžić a fost numit noul ministru al Finanțelor și al Trezoreriei în august 2023, după numirea lui Krišto. În decembrie 2024, Nenad Nešić, ministrul Securității, a fost arestat și ulterior inculpat pentru acuzații de corupție politică. După inculpare, Nešić a anunțat că va demisiona din funcția de ministru pe 23 ianuarie 2025, marcând o altă remaniere guvernamentală.

### Politica externă

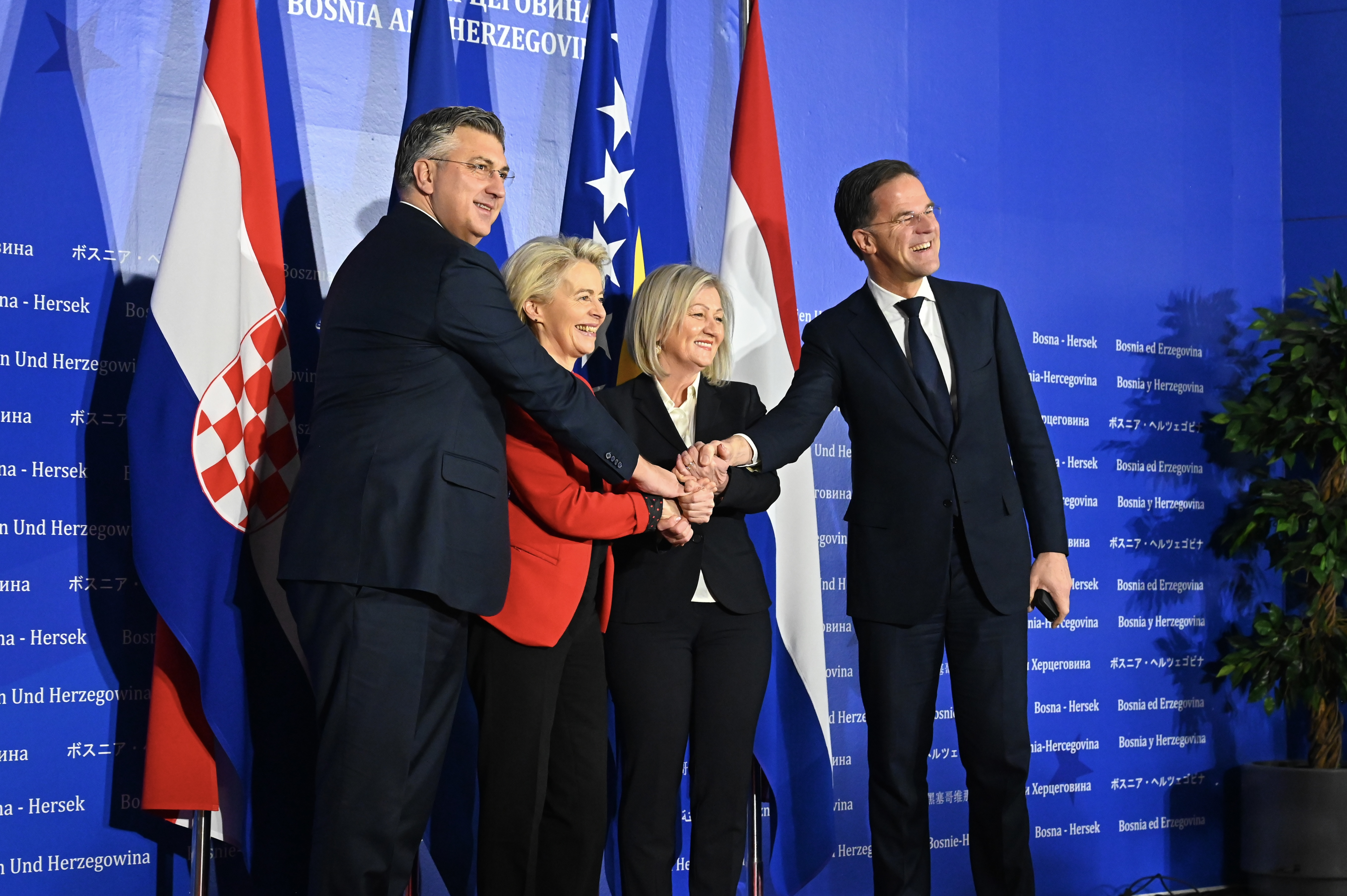
Krišto strângând mâna premierului croat Andrej Plenković, președintei Comisiei Europene Ursula von der Leyen și premierului olandez Mark Rutte, pe 23 ianuarie 2024

Pe 16 februarie 2023, Krišto a făcut prima sa vizită oficială în Croația și s-a întâlnit cu premierul Andrej Plenković, unde au discutat despre relațiile bilaterale și cooperarea economică dintre cele două țări. În aprilie 2023, ea s-a întâlnit cu Papa Francisc în Vatican.
Într-un interviu acordat pentru Israel Hayom, Krišto a susținut mutarea ambasadei Bosniei și Herțegovinei în Israel la Ierusalim, dar a spus că această decizie depinde de Președinția Bosniei și Herțegovinei. După izbucnirea războiului din Gaza în octombrie 2023, Krišto a condamnat atacurile Hamas ca fiind „nedrepte și brutale” și a exprimat sprijin pentru Israel.

#### Uniunea Europeană
Pe 20 martie 2023, Krišto a mers la Bruxelles, unde s-a întâlnit cu președintele Consiliului European, Charles Michel, căruia i-a mulțumit pentru sprijinul continuu al Uniunii Europene față de Bosnia și Herțegovina, în timp ce Michel a felicitat-o pe Krišto și guvernul său pentru adoptarea Programului de Reformă Economică al Bosniei și Herțegovinei pentru perioada 2023–2025, un pas important înainte pe drumul european al țării.
În august 2023, Krišto a participat la Forumul Strategic de la Bled, unde a discutat despre progresul Bosniei și Herțegovinei în vederea aderării viitoare la Uniunea Europeană, spunând că țara a făcut "un pas uriaș înainte în ceea ce privește armonizarea legislației noastre cu Uniunea Europeană și, desigur, în ceea ce privește îndeplinirea cerințelor opiniei Comisiei Europene". Ea a adăugat că a avut o serie de întâlniri bilaterale cu alți oficiali în cadrul Forumului.
Pe 21 martie 2024, la un summit de la Bruxelles, toți cei 27 de lideri ai Uniunii Europene, reprezentând Consiliul European, au fost de acord în unanimitate să deschidă negocierile de aderare ale Bosniei și Herțegovinei la Uniunea Europeană, după ce Consiliul de Miniștri a adoptat legea privind prevenirea conflictelor de interese și legea privind combaterea spălării banilor și finanțării terorismului, printre altele. Negocierile urmează să înceapă după implementarea unor reforme suplimentare.